# Lochmodocerus antennatus
Lochmodocerus antennatus är en skalbaggsart som beskrevs av Burne 1984. Lochmodocerus antennatus ingår i släktet Lochmodocerus och familjen långhorningar. Inga underarter finns listade i Catalogue of Life.